# Helene von Beniczky-Bajza

Helene von Beniczky-Bajza

Helene von Beniczky-Bajza, geb. Ilona Bajza, (auch: Lenke Beniczky-Bajza) (* 15. Juni 1840 in Pest; † 2. April 1905 in Budapest) war eine ungarische Schriftstellerin.

## Leben
Bajza kam als Tochter des ungarischen Dichters und Kritikers József Bajza in Pest, dem späteren Budapest, zur Welt. Schon in jungen Jahren kam sie in Kontakt mit bedeutenden Persönlichkeiten Ungarns, die im Haus des Vaters verkehrten. Sie lernte István Széchenyi, Ladislaus Teleki, Mihály Vörösmarty, Ferenc Deák und andere kennen, die ihr Interesse an Literatur weckten. Im Alter von 14 Jahren veröffentlichte Helene Bajza ihren ersten Novellenband. Sie heiratete 1858 den Pester Buchhändler Gustav Heckenast. Die Tochter Ilona kam 1859, der Sohn Aladár 1861 zur Welt. Die Ehe endete 1862 in Scheidung. Im Jahr 1862 heiratete sie in zweiter Ehe den früheren Staatssekretär und Theaterintendanten und damaligen Pester Obergespan Franz von Beniczky, mit dem sie in Budapest lebte. In ihrem Haus führte sie „vornehmen aristokratischen Salon“.
Bajza veröffentlichte über 80 Romane, die teilweise durch Adolph Kohut, Oskar von Krücken, Ludwig Wechsler und Cäcilie Langsch ins Deutsche übersetzt wurden. Zeitgenossen galt sie als die ungarische Marlitt.  Sie verstarb 1905 in Budapest.

## Werke (Auswahl)
- Novellen. (2 Bände) 1860.[4]
- Westeuropa. (Reisebriefe) 1862.[5]
- Vorurteil und Aufklärung. (4 Bände) 1872.[6]
- Gräfin Ruth. Roman. Hartleben, Wien 1884.
- Der Sonderling. Hendel, Halle 1887.
- Sie ist es! Roman aus dem High-Life. (Mit einer Charakterisierung der Verfasserin von Ludwig Heyasi.) Konegen, Wien 1888.
- Martha. Roman aus dem ungarischen high life. (Von Lenke Beniczkyné Bajza. Übersetzt von Ludwig Greiner) Friedrich, Leipzig 1890.
- Die Bergsee. 1890.[7]
- Bei verschlossenen Thüren. Übersetzung aus dem Ungarischen von Adolf Kohut. Brehse, Leipzig 1890.
- Der Liebe Lust und Leid. Novellen. 2 Bände. Übersetzung von Oscar von Krücken. Mit einer Einleitung und dem Bilde der Verfasserin. Genadenfeld, Berlin 1893.
- Rang und Geld. Roman.Übersetzung von Oscar von Krücken. Janke, Berlin 1894.
- Die Bürde der Schönheit. 2 Bände. Hartleben, Wien 1898.
- Späte Liebe. Roman. Übersetzung von C. Langsch. Hillger, Berlin/Eisenach/Leipzig 1901.